# اقبض على كارتر (فلم 1971)
اقبض على كارتر (بالإنجليزية: Get Carter) فيلم جريمة بريطاني لعام 1971 من تأليف وإخراج مايك هودجز وبطولة مايكل كين وإيان هندري، استنادًا إلى رواية تيد لويس «جاك يعود لموطنه» عام 1970. يروي الفيلم عن جاك كارتر (مايكل كين)، وهو رجل عصابات من لندن يعود إلى مسقط رأسه في شمال شرق إنجلترا لاكتشاف المزيد عن وفاة شقيقه فرانك، التي يعتقد أنها وفاة طبيعية. يشك في وجود لعبة شريرة، ويقوم بالتحقيق والاستجواب، واستعادة الإحساس بالمدينة وعنصرها الإجرامي المتشدد.

## مراحل تطور إنتاج الفيلم
اختار المنتج مايكل كلينجر الرواية وأبرم صفقة مع ميترو جولدوين ماير المتعثرة وقتها لتمويل الفيلم، مما يجعله آخر مشروع تتم الموافقة عليه من ستوديوهات بوريهاموود التابعة لميترو جولدوين ماير قبل إغلاقها. تم التصوير الرئيسي في نيوكاسل أبون تاين وجيتسهيد ومقاطعة دورهام وحولها. كان لدى مايكل كين والمخرج مايك هودجز طموحات لتصوير أكثر شجاعة وواقعية للعنف والسلوك الإجرامي مما شوهد سابقًا في الأفلام البريطانية، مع دمج ما يعرفه كين عن السلوك الاجرامي من شخصيات اجرامية حقيقية يعرفها كين. أعتمد المخرج ومدير التصوير على خلفية تصوير الأفلام الوثائقية، وأيضاً الإعتماد على السكان المحليين أثناء التصوير، مما أدى إلى شعور طبيعي في العديد من المشاهد. كان التصوير خاليًا من الحوادث إلى حد كبير وتم إحراز تقدم سريع. انتقل الإنتاج من الرواية إلى الفيلم النهائي في ثمانية أشهر، مع تصوير في المواقع لمدة 40 يومًا.

## طاقم التمثيل
- مايكل كين: في دور جاك كارتر
- إيان هندري: في دور إيريك بيس
- بريت إيكلاند: في دور  آنا
- جون أوزبورن: في دور سيريل كينير
- توني بيكلي: في دور بيتر الهولندي
- جورج سيويل: في دور كون مكارتي
- جيرالدين موفات: في دور جليندا
- دوروثي وايت: في دور مارجريت
- روزماري دنهام: في دور ادنا
- بيترا ماركهام: في دور دورين كارتر
- ألون أرمسترونج: في دور كيث[11]
- بريان موسلي: في دور كليف برامبي
- جلين إدواردز: في دور البرت سويفت
- برنارد هيبتون: في دور ثوربي
- تيرينس ريجبي: في دور جيرالد فلتشر
- جون بيندون: في دور  سيد فليتشر[12]
- جيفري كويجلي: في دور ايدي
- كيفن برينان: في دور هاري
- ماكسويل دياس: في دور فيكار

بالاشتراك مع: ، ليز ماكنزي، جون هاسي، بن أريس، كيتي أتوود، دينيا وايلد، جيرالدين شيرمان، جوي ميرلين، إيفون مايكلز، آلان هوكي، وكارل هوارد.

## ملخص أحداث الفيلم
يعود جاك كارتر، رجل العصابات العنيف إلى مسقط رأسه في نيوكاسل، لندن، وعندما يصل إلى منزل أخيه، يكتشف أنه مات، ويتكهن الناس من أصدقاء كارتر بأن شقيقه توفي في حادث سيارة. لكن كارتر لا يقبل هذه القصة، وبدلاً من ذلك، يبذل قصارى جهده للانتقام من الشخص المسؤول عن وفاة أخيه. يقوده تحقيق كارتر إلى العالم السفلي لنيوكاسل، وسرعان ما يكتشف أسرارًا لا يعرفها، والتي تعتبر أحيانًا صادمة، ويصادف أدلة بما في ذلك فيلم إباحي.

## إصدار الفيلم
أقيم العرض الأول للفيلم في لوس أنجلوس في 3 فبراير 1971، مع عرض مسبق أقيم في نيويورك في 3 مارس. تم افتتاح الفيلم أخيرًا للإصدار العام في جميع أنحاء المملكة المتحدة في 10 مارس 1971 وفي الولايات المتحدة في 18 مارس، حيث تم تصنيفه (X) للكبار فقط، نظراً للعنف والمشاهد العارية، ثم أعيد تصنيفه إلى (R) مما يعني أن الصغار الذين تقل أعمارهم عن 17 عامًا يجب أن يكونوا برفقة شخص بالغ، كما صدرت نسخة محررة خاضعة للرقابة في ألمانيا الغربية في 6 أغسطس 1971، مع وقت تشغيل أقصر بتسع دقائق من النسخة الأصلية. شارك مايكل كلينجر في الترويج للفيلم في المملكة المتحدة، مستخدمًا الخبرة المكتسبة من خلفيته كموزع لإجراء حملة إعلانية قوية. ظهرت ملصقات دعائية للفيلم على مقدمة الحافلات عبر لندن، تحمل شعار «كين كارتر».
لم يواجه الفيلم الكثير من مشاكل الرقابة، على الرغم من أن المشهد الذي قام فيه كارتر بقتل ألبرت سويفت بالسكين، تسبب في قلق الرقيب، وفي جنوب إفريقيا، حذفت الرقابة المشهد الجنسي على هاتف بريت إيكلاند، واختصر دورها القصير بالفعل؛ وظل اسمها على ملصق الفيلم، تاركًا رواد السينما يتساءلون عن سبب ظهورها في اعلانات الفيلم في اجزاء لم تظهر ضمن أحداث الفيلم.
أدى تجدد الاهتمام النقدي والعامة بالفيلم في التسعينيات إلى قيام معهد الفيلم البريطاني بإصدار نسخة جديدة من الفيلم في عام 1999. وقد عمل مع هودجز لاستعادة الفيلم، حيث قام هودجز بتوفير مجموعة أخرى من السلبيات للافتتاح الأصلي، التي تم العثور عليها في أرشيف بي بي سي، ثم قام الفريق بتقسيم الجزء الأول إلى طباعة عالية الجودة للفيلم. عرض إعادة الإصدار لأول مرة في المسرح الوطني للسينما وذهب إلى الإصدار العام في 11 يونيو 1999، وعرض في سينما تينيسايد في نيوكاسل. كما أعيد إصداره في ألمانيا واليونان عام 2000 وفي فرنسا عام 2004.

## استقبال الفيلم
حقق الفيلم نجاحًا ماليًا كبيراً، وحطم الرقم القياسي في أسبوع افتتاحه، حيث حصل على 8188 جنيهًا إسترلينيًا، وشهد «أسبوعًا أول قويًا للغاية»، قبل أن تؤدي موجة الحر غير الموسمية إلى هبوط أعداد المشاهدين. قال ستيف شيبنال (مدير دراسات الأفلام ومنسق المجموعة البريطانية لأبحاث السينما والتلفزيون بجامعة دي مونتفورت البريطانية): «من المثير للاهتمام، أنه يُعتقد أن نبرة الفيلم المتشائمة وغير العاطفية تعبر عن الحالة المزاجية السائدة في عصرنا هذا، إلا أن جمهور السينما فضل فيلم المخرج آرثر هيللر» قصة حب«1970، والذي ظل الفيلم الأكثر شعبية في بريطانيا طوال فترة عرض فيلم أقبض على كارتر». حقق الفيلم المركز السادس في شباك التذاكر البريطاني في عام 1971.
كتب الناقد السينمائي جيوف ماير، ان نقاد التيار السائد في ذلك الوقت كانوا مستائين من أحداث الفيلم المعقدة وافتقار كارتر للندم. كتب الناقد توم ميلن في نشرة معهد الفيلم البريطاني "الصورة والصوت": "إن الفيلم تم إخراجه بشكل جيد وله خصائص جيدة، لكنه يفتقر إلى الغموض والكاريزما التي تميزت بها أفلام الجريمة الأمريكية السابقة التي حاول هذا الفيلم محاكاتها"، ووجد أن دوافع كارتر غير متسقة، إما أن يكون ملاكًا منتقمًا أو معادًا حقيقيًا، ويستمتع بالسادية العرضية". كتب نايجل أندروز ناقد صحيفة فينانشيال تايمز: "أن الشخصيات هي نماذج مبتذلة للعالم السفلي الإجرامي، مثل سائق مثلي الجنس، أو عشيقة ساحرة"، واصفًا الفيلم بأنه "روتيني". أشاد الناقد ريتشارد ويفر بواقعية الفيلم، واصفاً إياه بأنه "الجريمة في أبهى صورها"، بينما كتب جورج ميلي في صحيفة الأوبزرفر: "اعترف بالاستمتاع بالفيلم، لكن اعترف بأنه مثل ابتلع زجاجة من الجن الجيد قبل الإفطار، هذا مسكر، لكن لن يفيدك".
منح موقع الطماطم الفاسدة الفيلم تقييم مقداره 84% بناء على آراء 32 ناقد سينمائي.
بلغ متوسط تصنيف «أقبض على كارتر» على موقع قاعدة بيانات الأفلام (أي ام دي بي) 7.6 بناءً على 12329 تصويت مستخدم.
لاحظ ستيف شيبنال عام 2003 وجود اختلال كبير في التوازن بين الجنسين في التصويت على الفيلم حتى أبريل 2002، حيث لاحظ زيادة كبيرة في تصويت النساء على الفيلم في الأشهر الثمانية التي سبقت أبريل 2002، ومع ذلك، على الرغم من أن عدد الأصوات المدلى بها بحلول عام 2012 قد زاد عشرة أضعاف، إلا أن نسبة الإناث إلى الناخبين لم تتغير بشكل كبير، حيث انخفضت بشكل طفيف عن عام 2002، وانخفضت إلى ما يقرب من 5 ٪ (526 من أصل 9566 ناخبًا كانوا من النساء).
الجوائز والتقدير
كان الاعتراف الوحيد بالفيلم في وقت صدوره، هو ترشيحه لجوائز «بافتا BAFTA Awards» لعام 1972 لإيان هندري كأفضل ممثل مساعد، وفي عام 1999 احتل الفيلم المرتبة 16 في أفضل 100 فيلم بريطاني من (BFI Top 100 British films) في القرن العشرين؛ وبعد خمس سنوات، اختار استطلاع رأي نقاد السينما البريطانية في مجلة «توتال فيلم Total Film» أنه أعظم فيلم بريطاني على الإطلاق، وفي عام 2008، وضع الفيلم في المرتبة 225 في قائمة إمباير لأفضل 500 فيلم في كل العصور، والتي تم اختيارها من أكثر من 10000 قارئ، و 150 مخرجًا و 50 نقادًا. وضع نقاد صحيفة الجارديان في أكتوبر 2010، الفيلم على قائمة «أعظم الأفلام في كل العصور»، ووضعوه في المرتبة 7 في أعظم 25 فيلمًا عن الجريمة، وفي الاستطلاع المصاحب الذي تم إجراؤه بين قراء الغارديان، تم التصويت عليه بالمركز الخامس. صنفت مجلة تايم آوت لندن الفيلم في عام 2011، في المرتبة 32 في قائمة أفضل 100 فيلم بريطاني، والتي وضعتها لجنة مكونة من 150 خبيرًا في صناعة الأفلام.

## نسخة جديدة للفيلم
أنتجت شركة وارنر براذرز نسخة جديدة من الفيلم عام 2000 تحت نفس العنوان «أقبض على كارتر»، مع سيلفستر ستالون في دور البطولة. تضمن الفيلم الجديد مشاهد مستعارة مباشرة من الفيلم الأصلي، مثل رحلة القطار الافتتاحية. يظهر مايكل كين في دور كليف برومبي، ويلعب ميكي رورك دور الشرير سايروس بايس.
قارن النقاد بين النسخة الجديدة مع النسخة الأصلية، وكان الرأي الإجماعي للنقاد على موقع الطماطم الفاسدة يقول: «إعادة إنتاج لا تقترب من المعيار الأصلي، ومن المحتمل أن يترك الفيلم المشاهدين مرتبكين وغير راضين»، أيضًا، كانت المقالات مختلطة فيما يتعلق بتمثيل ستالون. كان استقبال الفيلم سيئاً للغاية عند إصداره في الولايات المتحدة لدرجة أن شركة وارنر براذرز قررت عدم طرحه لدور العرض في المملكة المتحدة متوقعين أن الفيلم سيتعرض لهجوم من النقاد والمشجعين البريطانيين. كتب إلفيس ميتشل في صحيفة نيويورك تايمز: «لقد تم تخطيط الفيلم بشكل ضئيل للغاية لدرجة أنه لا يفتقر إلى النص أو السياق فحسب، بل قد يكون أيضًا أول فيلم في العالم بدون نص». قال مايك هودجز في عام 2003 إنه لم يشاهد النسخة الجديدة بعد، ولكن أخبره أحد الأصدقاء بأن الفيلم الجديد «لا يوصف»، وقال هودجز ان ولده أحضر قرص دي في دي للفيلم من هونج كونج وحاول مشاهدته، لكن تنسيق المنطقة (الفورمات) كان غير متوافق «لذلك وضعناه في سلة المهملات». تم التصويت للفيلم في عام 2004 من مستخدمي موقع تأجير أقراص (DVD) على موقع «سكرين سيلكت ScreenSelect» أنه أسوأ إعادة إنتاج على الإطلاق.

## وصلات خارجية
https://www.imdb.com/title/tt0067128/ اقبض على كارتر (فيلم 1971)
https://cinemorgue.fandom.com/wiki/Get_Carter_(2000) اقبض على كارتر (فيلم 1971)
https://www.rottentomatoes.com/m/1076721-get_carter اقبض على كارتر (فيلم 1971)
https://www.rogerebert.com/ اقبض على كارتر (فيلم 1971)
https://www.allmovie.com/movie/v92874 اقبض على كارتر (فيلم 1971)
http://clothesonfilm.com/michael-caine-in-get-carter-killer-suit/20222/ اقبض على كارتر (فيلم 1971)